# Semen Sementschenko

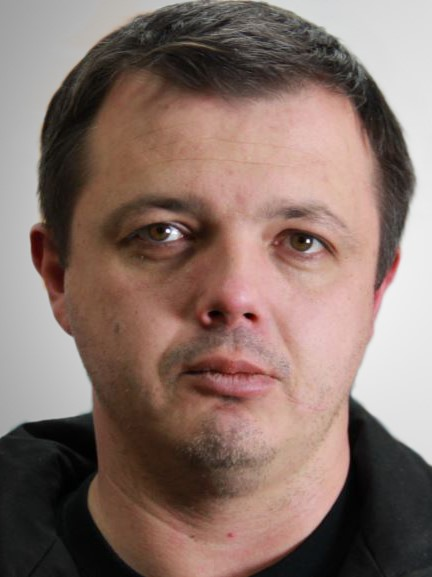
Semen Sementschenko (2015)

Semen Igorjewitsch Sementschenko (ukrainisch Семе́н Семе́нченко; * 6. Juni 1974 in Sewastopol) ist das Pseudonym des Kommandeurs des im April 2014 gegründeten freiwilligen ukrainischen Kampfverbandes Bataillon Donbas. Im September 2014 erklärte er, sein richtiger Name sei Konstantin Grischin.

## Leben
Vor seinem Einsatz im Bataillon Donbas war er nach eigenen Angaben Geschäftsmann und ukrainischer Offizier. Sementschenko trat in der Öffentlichkeit zunächst stets mit einer Sturmhaube maskiert auf, seine Identität war nicht bekannt. Am 19. August 2014 wurde Sementschenko bei Kämpfen in der Oblast Donezk durch Splitter schwer verwundet. Am 1. September zeichnete ihn der ukrainische Ministerpräsident Arsenij Jazenjuk mit dem Bogdan-Chmelnizki-Orden dritter Klasse aus. Bei dieser Gelegenheit wurden in ukrainischen Medien erstmals Bilder von Sementschenko veröffentlicht, die ihn ohne Maske zeigen, in einer Fernsehsendung im September 2014 erklärte er, sein bürgerlicher Name sei Konstantin Grischin. Er sei 1974 auf der Krim geboren und habe in Moskau Film studiert. Seit den 1990er Jahren habe er für „einen sehr wohlhabenden Mann in Donezk gearbeitet“. Sementschenko führte im September 2014 in Washington, D.C. Gespräche mit US-Politikern und mit Rüstungsherstellern, laut dem Tagesspiegel schrieb er hierzu auf seiner Facebook-Seite: „Wir haben mit unseren amerikanischen Freunden über Anti-Panzer-Waffen, Radar, Drohnen und viele andere nützliche Dinge zur Verteidigung unseres Landes gesprochen. In Washington versteht man, was unser Ziel ist.“
Bei der Parlamentswahl in der Ukraine 2014 kandidierte Sementschenko auf dem zweiten Platz der Liste der Partei Samopomitsch und wurde in die  Werchowna Rada gewählt. 2015/2016 kandidierte Sementschenko als Bürgermeister der zentralukrainischen Stadt Krywyj Rih, verlor aber mit lediglich 11 % der Stimmen gegen Jurij Wilkul vom Oppositionsblock (73 %).